# Britische Unihockeynationalmannschaft der Frauen
Die britische Unihockeynationalmannschaft der Frauen präsentiert Grossbritannien bei Länderspielen und internationalen Turnieren in der Sportart Unihockey. Der 16. Platz an der Weltmeisterschaft in Riga war bisher die beste Platzierung.

## Platzierungen

### Weltmeisterschaften
| WM   | Austragungsort(e)           | Platz                                                     |
| ---- | --------------------------- | --------------------------------------------------------- |
| 1997 | Mariehamn und Godby         | -                                                         |
| 1999 | Borlänge                    | -                                                         |
| 2001 | Riga                        | 16. Platz                                                 |
| 2003 | Bern, Gümligen und Wünnewil | -                                                         |
| 2005 | Singapur                    | -                                                         |
| 2007 | Frederikshavn               | -                                                         |
| 2009 | Västerås                    | -                                                         |
| 2011 | St. Gallen                  | -                                                         |
| 2013 | Brünn, Ostrava              | -                                                         |
| 2015 | Tampere                     | nicht qualifiziert                                        |
| 2017 | Bratislava                  | nicht qualifiziert                                        |
| 2019 | Neuenburg                   | nicht qualifiziert                                        |
| 2021 | Uppsala                     | keine Qualifikationsturniere aufgrund der Corona-Pandemie |
| 2023 | Singapur                    | nicht qualifiziert                                        |

## Trainer
- 2014-jetzt Lea Eberle

## Bekannte Spielerinnen
- Chantal Seiler
- Julia Fischer